# Diócesis de Stavanger (antigua)
La diócesis de Stavanger (en latín: Dioecesis Stavangrensis y en noruego: Stavanger bispedømme) fue una circunscripción eclesiástica de la Iglesia católica en Noruega. Fue suprimida el 2 de septiembre de 1537 por decisión del rey de Dinamarca y Noruega y suplantada por una superintendencia luterana, y de hecho suprimida como diócesis católica al morir su último obispo en 1537 o 1538. Se trataba de una diócesis latina, sufragánea de la arquidiócesis de Nidaros.

## Territorio y organización

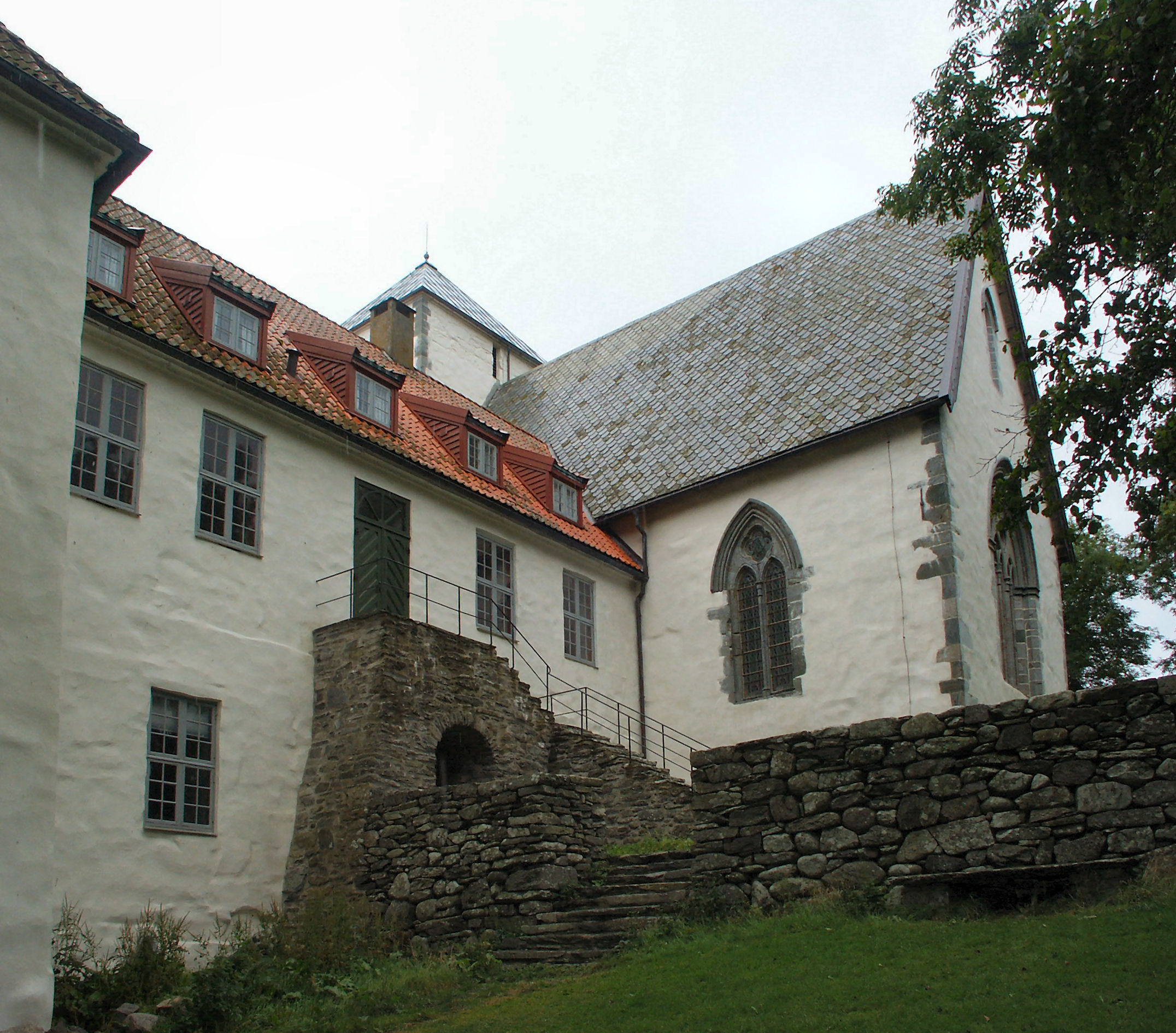
Abadía agustina de Utstein, fundada por el rey Magnus VI de Noruega

La diócesis extendía su jurisdicción sobre los fieles católicos de rito latino residentes en el territorio de los actuales condados de Rogaland y Agder, las regiones tradicionales de Valdres y Hallingdal, y las parroquias de Eidfjord y Røldal de Hordaland. Desde el 29 de abril de 1953 el área es parte de la diócesis de Oslo.
La sede de la diócesis se encontraba en la ciudad de Stavanger, en donde se halla la Catedral de San Swithun, hoy perteneciente a la Iglesia de Noruega. 

## Historia
La diócesis de Stavanger fue erigida circa 1125 con la parte sur del territorio de la diócesis de Bergen, que hasta entonces había incluido toda Noruega occidental. El primer obispo fue un inglés, Reginaldo, probablemente un monje benedictino de Winchester. Reginaldo inició la construcción de la catedral y fue ahorcado en 1135 por orden del rey Harald IV por negarse a pagar quince marcos de oro, ya que el rey sospechaba que ocultaba tesoros que habían pertenecido al rey Magnus IV.
Inicialmente sufragánea de la arquidiócesis de Bremen-Hamburgo, en 1153 pasó a formar parte de la provincia eclesiástica de la arquidiócesis de Nidaros.
En 1280 se fundó la abadía agustina de Utstein, la más importante de la diócesis.

### Reforma protestante
Como conclusión de la guerra del Conde, el 6 de agosto de 1536 Cristián III entró en Copenhague y en la noche del 12 de agosto llevó a cabo un golpe de Estado durante el cual fue capturado el arzobispo Torbern Bille de Lund junto con dos obispos que estaban en la ciudad. Luego los demás obispos del reino fueron detenidos. El rey convocó una asamblea de notables en Copenhague el 20 de octubre de 1536, en la que se decidió que los obispos debían ser depuestos y sus bienes confiscados en beneficio de la corona.
En abril de 1537, para convertir a Noruega al luteranismo, el rey Cristián III envió un ejército a través del mar del Norte. Sus tropas llegaron a la fortaleza de Bergenhus en Bergen el 1 de mayo de 1537. Liderados por Truid Ulfstand, se dirigieron a Nidaros, pero el arzobispo ya había huido al exilio, así que fueron por los obispos restantes. El obispo Hoskuld Hoskuldsson fue tomado prisionero y enviado a Copenhague.
El 2 de setiembre de 1537 el rey Cristián III firmó el Ordinatio ecclesiastica regnorum Daniae et Norwegiae et ducatuum Slesvicencis, Holtsatiae etc. etc., por el que en el Reino de Dinamarca y Noruega las diócesis fueron convertidas en superintendencias luteranas, suplantando formalmente a las diócesis católicas. La diócesis fue así suprimida por el rey.
La superintendencia luterana de Stavanger continuó a la diócesis católica y tuvo como superintendente desde 1541 a Jon Guttormssøn. Desde 1660 pasó a ser nuevamente diócesis de Stavanger, pero desde 1684 pasó a ser la diócesis de Kristiansand. El 1 de enero de 1925 se produjo la restauración de la diócesis de Stavanger por la Iglesia de Noruega.
El último obispo católico, Hoskuld Hoskuldsson, fue encarcelado y murió en prisión en 1537, quedando de hecho suprimida la diócesis católica, habiendo sido prohibido el catolicismo en el reino.

## Episcopologio
- Reinald † (circa 1130-1135 falleció)
- Jon Birgersson † (?-1151 nombrado obispo de Nidaros)
- Peter † (1152-? falleció)
- Amund † (?-antes de 1172 renunció)
- Eirik Ivarsson † (antes de 1172-1189 nombrado arzobispo de Nidaros)
- Njål † (1189-1207 falleció)
- Henrik † (1207-1224 falleció)
- Askell Jonsson † (1226-1254 falleció)
- Torgils † (1255-1276 falleció)
- Arne † (1277-1303 falleció)
- Ketil † (1304-1317 falleció)
- Håkon Halldorsson † (16 de julio de 1318-30 de mayo de 1322 falleció)
- Eirik Ogmundsson † (1322-1342 falleció)
- Guttorm Pålsson † (1343-1349 falleció)
- Sigfrid, O.P. † (30 de mayo de 1351-13 de agosto de 1352 nombrado obispo de Oslo)
- Gyrd Aslason † (8 de enero de 1354-? falleció)
- Bottolf Asbjørnsson † (7 de octubre de 1355-1380 falleció)
- Hallgeirr Osmundsson † (1381 renunció)[nota 1]
- Olaf † (circa 1381-1400 falleció)
- Håkon Ivarsson † (22 de marzo de 1400-1426 renunció)
- Audun Eyvindsson † (19 de junio de 1426-3 de noviembre de 1445 falleció)
- Gunnar Eriksson † (14 de noviembre de 1445-1453 falleció)
- Sigurd Bjørnsson † (13 de mayo de 1454-1463 falleció)
- Alv Thorgardsson † (2 de mayo de 1466-1480 falleció)
- Eiliv Jonsson † (1480-1512 falleció)
- Hoskuld Hoskuldsson † (19 de junio de 1513-1537 o 1538 falleció)[nota 2]